# Parafia św. Doroty w Pszczonowie
Parafia św. Doroty Dziewicy i Męczennicy w Pszczonowie – rzymskokatolicka parafia należąca do dekanatu Łowicz-Św. Ducha w diecezji łowickiej. Erygowana w XIV w.

## Zasięg parafii
Do parafii należą wierni z miejscowości: Bobiecko, Jacochów, Kalenice (część), Kuczków, Łagów, Kolonia Łyszkowice (część), Pszczonów, Seligów, Uchań Dolny i Zakulin.